# 埃文斯灣
埃文斯灣（英語：Evans Cove），是南極洲的海灣，位於維多利亞地的斯科特海岸，處於難以形容島和拉塞爾角之間的特拉諾瓦灣，由英國探險隊繪入地圖，現時由南極條約體系管理。